# Frolî, Semenivka
Frolî (în ucraineană Фроли) este un sat în comuna Oleksandrivka din raionul Semenivka, regiunea Cernihiv, Ucraina.

## Demografie
Componența lingvistică a localității Frolî
     Rusă (86,67%)
     Ucraineană (13,33%)
Conform recensământului din 2001, majoritatea populației localității Frolî era vorbitoare de rusă (86,67%), existând în minoritate și vorbitori de ucraineană (13,33%).